# 배수문
배수문(排水門)은 배수 지구의 말단 저위부에 설치하는 문짝이다. 홍수시 외수위가 내수위보다 높아져서 외수가 지구내로 역류할 때에는 문을 닫아 외수의 역류를 막고, 반대로 내수위가 높아지면, 수문을 열어 방수하게 한다. 일반적으로 제방의 일부를 완전히 절단하여 설치한 것을 배수문이라 하고, 제방에 관을 매설하여 설치한 것을 통관 또는 통문이라 한다.